# 吉本興業東海支社
座標: 北緯35度9分55.3秒 東経136度54分35.1秒 / 北緯35.165361度 東経136.909750度

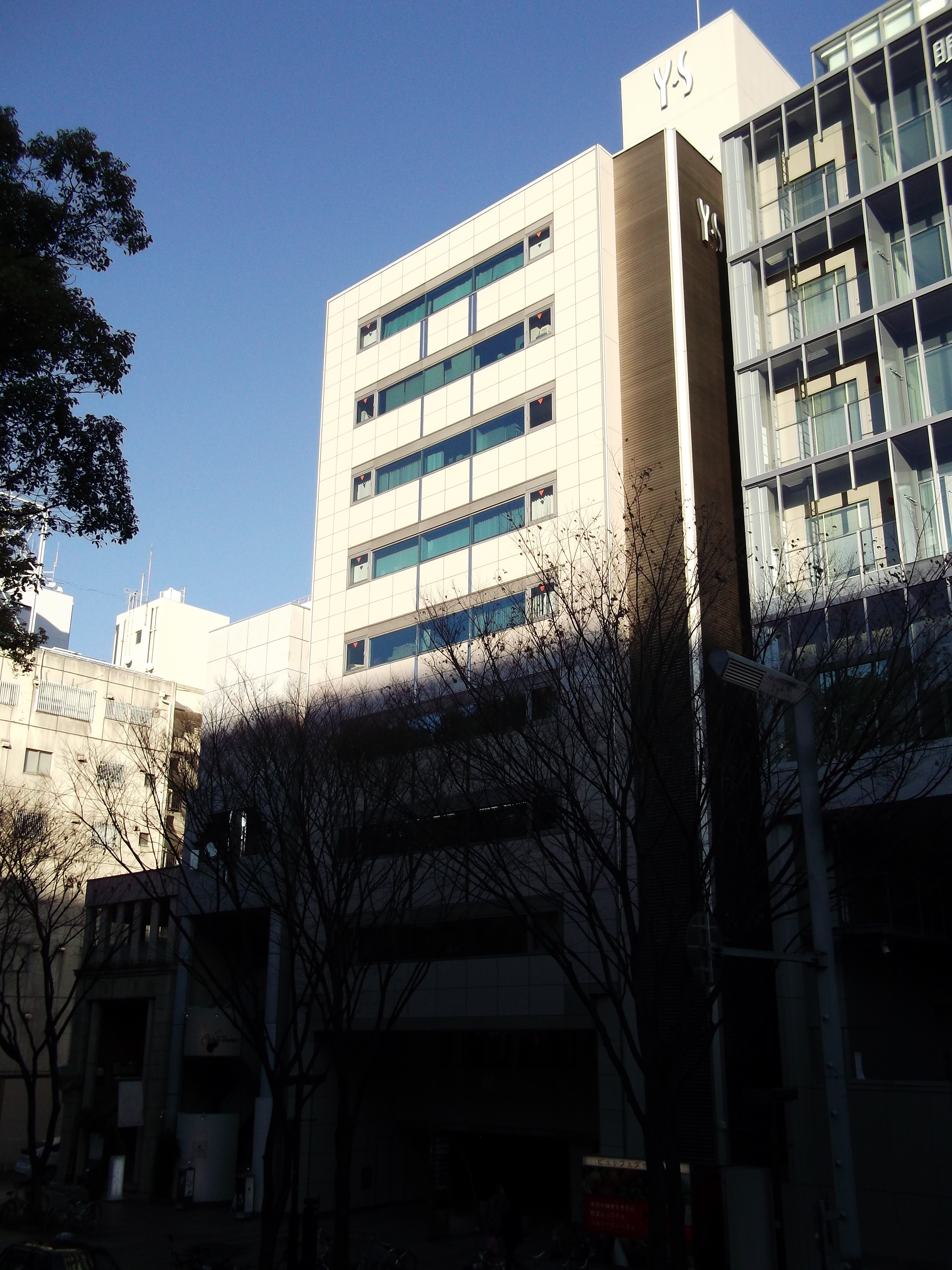
事務所が入居する久屋ワイエスビル（2014年1月）

吉本興業東海支社（よしもとこうぎょうとうかいししゃ）とは、吉本興業が名古屋市中区に構える事務所。1988年10月に「吉本興業名古屋事務所（よしもとこうぎょうなごやじむしょ）」として開設され、1993年に吉本広小路小劇場を開館、同時に吉本総合芸能学院（NSC）の名古屋校も開校された（東京校より2年早い）。同校は2005年に閉校するも、2019年4月から再開された。2007年9月30日まで吉本興業東海支社であったが、同年10月1日に吉本興業（旧法人）の持株会社化に伴い、新設子会社（よしもとクリエイティブ・エージェンシー東海支社）に移行、2019年6月に親会社の吉本興業（旧法人）が社名変更（吉本興業ホールディングス）したのに伴い、吉本興業東海支社に名称変更。略称は、かつては名古屋吉本（なごやよしもと）で、2005年夏頃からは吉本東海（よしもととうかい）となっていたが、その後再び名古屋よしもと（「よしもと」は漢字からひらがなへ変更）に戻されている。
事務所は中区栄5-1-32にある「久屋ワイエスビル」の6階に所在。過去に直営の専用劇場（広小路小劇場→栄3丁目劇場と変遷）があったが、2005年7月に閉館した。2015年9月以降は大須演芸場の定席（毎月1 - 10日）において、所属芸人を原則毎日1組ずつ客演という形で供給している。
また、吉本の地方事務所の中ではタカアンドトシを輩出した札幌吉本、博多華丸・大吉やパンクブーブーを輩出した福岡吉本と比べると地味な存在であり、「広島吉本と友達でありライバル」などと揶揄されることがある。ここから東京吉本に移籍した芸人としてはブロードキャスト!!やボルサリーノなどが挙げられる。
その一方で、東京進出後に他事務所に移籍した芸人からその後全国区へ出世した者が多数いるという現象も発生している。

## ランキングシステム
名古屋吉本においても、baseよしもとや5upよしもとのシステムに近い所属芸人のランク分けシステムが存在した。ただし名古屋の場合は開設されたばかりで芸人の数も少なかったため、このシステムはNSC在学中の「芸人の卵」たち（100組ほど）も対象となっていた。毎週行われるオーディション形式のライブでの観客と審査員による投票で次回開催時のランクが決められるようになっていたが、ランク数もネタ時間の長短で区分されるAリーグとBリーグ（共に5組ほど、ネタ時間はAリーグが約7〜10分、Bリーグが約3〜5分）の2つのみと少なかった。なお名古屋NSCでは授業の中で自作のネタを講師に提出し、一定の評価を受けた者は毎週行われるゴングショー形式のオーディションライブに出場して、そこで優秀な成績を挙げた者がこのシステムに参加できるようになっていた（参考：元名古屋NSC在学生のサイト「ぞうりむしの奥底」）。
余談であるが、現在スピードワゴンとして活動している井戸田潤と小沢一敬の両名は名古屋NSC及び名古屋吉本在籍時は別々のコンビで活動していたが、このシステムで共にAリーグの常連で、小沢のコンビ「バツイチ」は毎回優勝、井戸田のコンビ「マグニチュード」は毎回2位だったというエピソードがある。

## 所属芸人
- タックイン（沢信之、三根孝彦）
- オレンジ（田中哲也）
- ブロードキャスト！！吉村
- アンダーポイント（増野豊、本美大）
- 小鈴木
- 小林周平
- 中山マサキ
- ポニー福元
- カツラギ（石井肇、石井彰）
- おばけ（山口泰弘、ヒラモトアイナ）
- 双六人間（ユーチン、石川ひろし）
- 縁ひなこ
- 原田聡
- 天丼かつ丼（五輪拓朗 、大久保翼）
- ツケマイ23号（熊二郎、ブシくん）
- ユニゾンパイナップル（四条雪野、くまっこぶらざぁず）
- 井土七瑠
- 紅点（鷹森、ヨコオ）
- スペース（花井亮介、ますっち）
- 森貴史
- 必笑戦士オワライン
- ごぞんじ武田
- かにチャーハン
- もさもさ子
- 刻めダカタ（桑田リョウスケ、きもと）
- マクフィリア高木
- ASANA（クボ、ナミト）
- エゴサーチ（白井大雅、高木将人）
- ヒライシン（ウーバー石坂、伊藤充電）
- ぶち切れメンチカツ（パンジー・そう、庄子-、山川隼平）
- デビ富士子
- マーボードーフ
- ブリリアントYOU

### 住みます芸人
「あなたの街に住みますプロジェクト」による中部地方各県を担当する芸人。名古屋吉本の管轄下にある。
- 小鈴木：愛知県
- 縁ひなこ：愛知県
- ブロードキャスト！！吉村：愛知県豊橋市
- ツケマイ23号（熊二郎、ブシくん）：愛知県
- 森貴史：岐阜県
- オレンジ（田中哲也）：三重県
- カツラギ（石井肇、石井彰）：三重県

## 過去の所属芸人

### 東京吉本で活動
- 今井田中（現・ねこらんぷ）
- それいけ斉藤くん
- 8マンタウン（現 ブッダマリア）
- 吉富Aボタン
- ブロードキャスト!!
- ボルサリーノ
- 江戸川キャデラック（畔柳のみ名古屋吉本出身）
- マニッシュガーリー（広田陽のみ）
- テンテン（いわしてんぐ、カレーナポリタン神田）
- 大迷惑（もり田、たかみ）
- サムタイムズ（増田繁樹、井上彩輝のみ）
- 俺たちに明日はない（安田孟のみ）
- 扇（竹内智也のみ）

### 大阪吉本で活動
- ステ味ドロップ（めぐっぺ）

### 札幌吉本で活動
- 大林宜裕（元・お〜い33!!、シンポジウム）

### 吉本興業以外で活動
- ボビー（コンビ「BS1」などで活動。現在は名古屋でタレント活動する他ダンススタジオの代表を務める）
- スピードワゴン（現・ホリプロコム　名古屋吉本時代は別々のコンビで活動）
- 浜村凡平（元浜口浜村、現・マセキ芸能社）
- chu×3チューブ（現・トップ・カラー）
- 山浦ひさし（現・フリー　コンビ「SABOTEN」などで活動。現在はタレント・リポーター・ラジオパーソナリティ）
- ザブングル（現・ワタナベエンターテインメント　名古屋吉本時代は別々のコンビで活動）
- スギちゃん（現・サンミュージック　名古屋吉本時代は「フランクフルト」「霊血サンデー」というコンビで活動）
- ゲッターズ飯田（名古屋吉本を経て別事務所でゲッターズというコンビで活動、解散後はフリー）
- 松本りんす（だーりんず）（現・SMA NEET Project）　第8期生
- 777（石川）（SMA NEET Projectトブ電波。というコンビで活動後、解散）
- テンテン（神田）（現・SMA NEET Projectカレーナポリタンというコンビで活動）
- ステ味ドロップ（ろぱ仔）（現・サンミュージックで下町ミュンスターというコンビで活動）
- 柳家花いち（お〜い33!![3]）（現・落語協会、柳家花緑門下）[4]
- ガロイン（現・フリー　名古屋吉本時代は別々のコンビで活動）
- 山口トンボ（けんだま）（現・放送作家、チームカジサック）
- 森下ゆうじ（笑炎）（現・放送作家）

### その他・動向不明者など
- 新野ひろし（ボビーとコンビ「BS1」として活動）
- チャッピー
- 山田ゆうみ
- 今津・高木（今津昌之、高木和貴）
- 他人行儀（荻巣修平 現在、放送作家・小説家「おぎすシグレ」として活動、北川裕希）
- レ・モンジュ（原田近洋、鈴木陽一）
- つつみ（加藤友宏、沢田健一）
- うもお（柴田諭、伊藤宏）
- へぷしょん（岸原徳保、織田智晴）
- 勝俣・杉野（勝俣圭介、杉野誠）
- アリバイ（道坂純一、尾崎正広）
- "る"（木野瀬史和、吉田貴人）
- 笑炎（薬師寺陽一[5]・森下ゆうじ 現在、放送作家として活動）
- 佐藤あんまき（コンビ「けんだま」で活動。相方は山口トンボ）
- グリンピース
- バックチャンネル
- 星野竜也（コンビ「SABOTEN」で活躍。相方は山浦堅（前述の山浦ひさし））
- ますっち
- 絵になる小木曽さん
- クレヨンいとう：福井県
- 三ツ星ジョージ：岐阜県

### 解散した芸人
- メロある（あーすら、あやか）
- ステレオ太陽族（鳥居鶏、清水水まんじゅう）
- わをん（倉本カズキ、小林周平）
- ミスリップカンパニー（丸山陽介、小林周平）
- アッパー&カット(杉山裕太、杉山恭平)
- トラッシュスター（伊藤政臣、中山真希）

## 制作協力番組等

### CBCテレビ
- がんばれ!ペナキッズ
- ノブナガ

### 東海テレビ
- ぐっさん家
- 西川きよしのご縁です!